# Le Gué-de-la-Chaîne
Le Gué-de-la-Chaîne és un municipi francès situat al departament de l'Orne i a la regió de Normandia. L'any 2007 tenia 755 habitants.

## Demografia

### Població
El 2007 la població de fet de Le Gué-de-la-Chaîne era de 755 persones. Hi havia 317 famílies de les quals 95 eren unipersonals (44 homes vivint sols i 51 dones vivint soles), 115 parelles sense fills, 95 parelles amb fills i 12 famílies monoparentals amb fills.
La població ha evolucionat segons el següent gràfic:
Habitants censats

### Habitatges
El 2007 hi havia 410 habitatges, 316 eren l'habitatge principal de la família, 73 eren segones residències i 22 estaven desocupats. 396 eren cases i 14 eren apartaments. Dels 316 habitatges principals, 222 estaven ocupats pels seus propietaris, 90 estaven llogats i ocupats pels llogaters i 4 estaven cedits a títol gratuït; 2 tenien una cambra, 26 en tenien dues, 51 en tenien tres, 105 en tenien quatre i 132 en tenien cinc o més. 250 habitatges disposaven pel capbaix d'una plaça de pàrquing. A 148 habitatges hi havia un automòbil i a 135 n'hi havia dos o més.

### Piràmide de població
La piràmide de població per edats i sexe el 2009 era:
| Homes | Edats   | Dones |
| ----- | ------- | ----- |
| 0     | 95 o +  | 0     |
| 0     | 90 a 94 | 4     |
| 12    | 85 a 89 | 0     |
| 4     | 80 a 84 | 16    |
| 12    | 75 a 79 | 12    |
| 8     | 70 a 74 | 28    |
| 20    | 65 a 69 | 24    |
| 8     | 60 a 64 | 12    |
| 20    | 55 a 59 | 16    |
| 16    | 50 a 54 | 8     |
| 32    | 45 a 49 | 32    |
| 24    | 40 a 44 | 20    |
| 24    | 35 a 39 | 16    |
| 32    | 30 a 34 | 36    |
| 8     | 25 a 29 | 40    |
| 24    | 20 a 24 | 20    |
| 8     | 15 a 19 | 16    |
| 20    | 10 a 14 | 28    |
| 40    | 5 a 9   | 24    |
| 28    | 0 a 4   | 24    |

## Economia
El 2007 la població en edat de treballar era de 457 persones, 332 eren actives i 125 eren inactives. De les 332 persones actives 303 estaven ocupades (169 homes i 134 dones) i 30 estaven aturades (8 homes i 22 dones). De les 125 persones inactives 56 estaven jubilades, 32 estaven estudiant i 37 estaven classificades com a «altres inactius».

### Ingressos
El 2009 a Le Gué-de-la-Chaîne hi havia 315 unitats fiscals que integraven 769 persones, la mediana anual d'ingressos fiscals per persona era de 16.077 €.

### Activitats econòmiques
Dels 19 establiments que hi havia el 2007, 1 era d'una empresa extractiva, 1 d'una empresa alimentària, 1 d'una empresa de fabricació d'elements pel transport, 1 d'una empresa de fabricació d'altres productes industrials, 3 d'empreses de construcció, 4 d'empreses de comerç i reparació d'automòbils, 1 d'una empresa de transport, 2 d'empreses d'hostatgeria i restauració, 2 d'empreses financeres, 1 d'una empresa immobiliària, 1 d'una empresa de serveis i 1 d'una empresa classificada com a «altres activitats de serveis».
Dels 4 establiments de servei als particulars que hi havia el 2009, 2 eren paletes, 1 lampisteria i 1 perruqueria.
Dels 2 establiments comercials que hi havia el 2009, 1 era una botiga de menys de 120 m² i 1 una fleca.
L'any 2000 a Le Gué-de-la-Chaîne hi havia 20 explotacions agrícoles que ocupaven un total de 1.248 hectàrees.

## Equipaments sanitaris i escolars
El 2009 hi havia una escola elemental.

## Poblacions més properes
El següent diagrama mostra les poblacions més properes.